# 아부 유수프

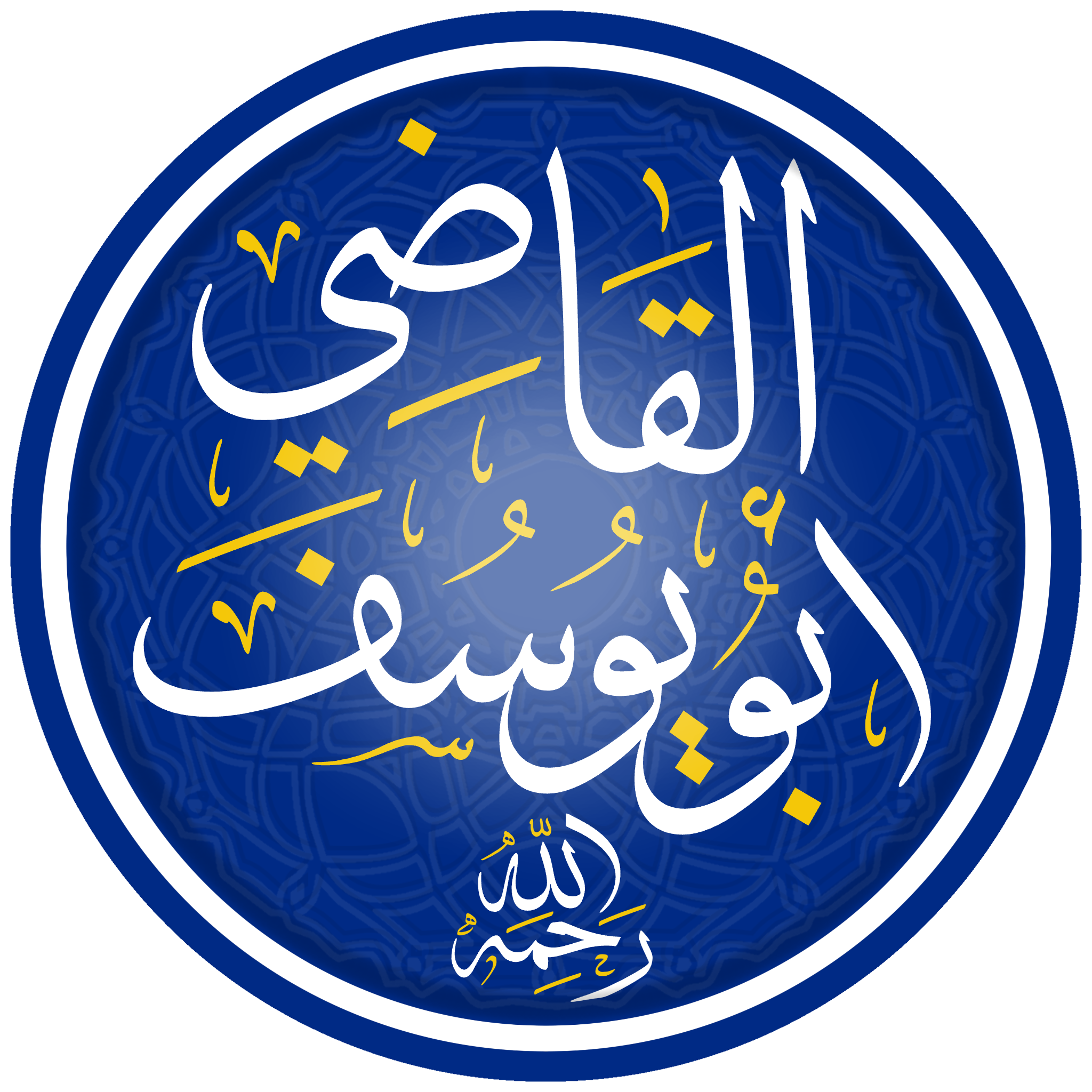

야쿱 이븐 이브라힘 알안사리(Yaqub ibn Ibrahim al-Ansari, ? ~ 798년)는 아부 한니파의 수제자였으며 이슬람 율법학자였다. 아부 유수프라고도 불린다.
그는 바그다드에서 법관으로 임명된 뒤 후에 아바스 왕조의 대법관외 되어 하룬 알라시드 왕대의 법관으로 일했다. 왕국 내 다른 법관을 임명할 수 있었으며 그는 초기 이슬람 율법학자와는 견해가 사뭇 다른 사람이었다.

## 저서
그의 가장 유명한 저서는 Kitab al-Kharaj이다.
그는 관세와 경제에 대해 대작을 쓰기도 했으며 칼리프를 위해 바치기도 했다. 그가 쓴 우술 알 피크(Usul al-fiqh)는 지금까지 알려진 바로는 가장 오래된 율법원칙서이다. 그의 저서 중 일부가 국제법에 반영되기도 했다.

## 같이 보기
- 샤리아